# McCowns ijsgors
De McCowns ijsgors (Rhynchophanes mccownii) is een zangvogel uit de familie Calcariidae.

## Verspreiding en leefgebied
Deze soort komt voor van westelijk Canada tot de noordwestelijke Verenigde Staten en overwintert in noordwestelijk Mexico.